# Mauro Cuylits
Mauro Cuylits, né le 23 mai 2005, est un coureur cycliste belge. Il est membre de l'équipe Lotto Dstny Development.

## Biographie
Mauro Cuylits est originaire de Beerse. Il est le fils de l'ancien cycliste professionnel Gunter Cuylits, mort prématurément d'une maladie en 2012,. Chez les juniors, il se fait remarquer lors de la saison 2022 en remportant le contre-la-montre individuel puis le classement général du Sint-Martinusprijs Kontich, une course de niveau international. Il finit également sixième du Tour des Flandres juniors. 
En 2023, il se classe troisième d'Aubel-Thimister-Stavelot, tout en ayant remporté une étape. Il monte par ailleurs sur le podium du championnat de Belgique sur route juniors. Mauro Cuylits intègre ensuite la réserve de l'équipe Lotto Dstny en 2024. Pour ses débuts espoirs, il s'impose sur la dernière étape du Tour d'Eure-et-Loir, dans un final perturbé par une erreur d'aiguillage. Il obtient aussi de bons résultats sur le Triptyque ardennais en terminant deuxième d'une étape et neuvième du classement général.

## Palmarès
- 2022
  - Sint-Martinusprijs Kontich :
    - Classement général
    - 4ea étape (contre-la-montre)
- 2023
  - 2eb étape d'Aubel-Thimister-Stavelot
  - 3e du championnat de Belgique sur route juniors
  - 3e d'Aubel-Thimister-Stavelot
- 2024
  - 3e étape du Tour d'Eure-et-Loir
  - 3e du championnat de la province d'Anvers du contre-la-montre espoirs
- 2025
  - Bruxelles-Zepperen
  - Hel van Voerendaal
  - 1re étape du Tour de la province de Namur